# Easycare Plants
Easycare Plants A/S er en dansk producent af easycare-planter med gartneri ved Vejle på Fyn. Virksomhedens væksthusgartneri er på 180.000 m2, hvor de har ca. 150 forskellige tropiske planter. I 2023 havde de ca. 200 ansatte, hvilket svarede til 108 årsværk. Virksomheden havde tidligere navnet Feldborg Growers A/S, der er inspireret af deres moderselskab Feldborg Group. Feldborg Group er ejet af Sofie og Claus Feldborg.